# Pád mostu v Gudžarátu
K pádu mostu v Gudžarátu došlo 30. října 2022 při oslavě Díválí. Davem lidí byla překročena oficiální kapacita lávky, která činila 125 chodců najednou, což vedlo k nejméně 130 úmrtím lidí a zranění nejméně 100 dalších osob.

## Průběh
Most dlouhý 230 metrů byl postaven v 19. století za britské nadvlády. V roce 2022 byl šest měsíců uzavřen kvůli rekonstrukci a pro veřejnost se znovu otevřel teprve týden před událostí. Most je turistickou atrakcí a přitahoval řadu lidí zvláště v době pádu, kdy Hinduisté slavili svátek Díválí.
Indický premiér Nárendra Módí byl v době události na třídenní návštěvě právě ve státě Gudžarát, ze kterého pochází. Premiér Modí oznámil, že nařídil, aby byl urychleně zmobilizoval speciální tým pro záchrannou operaci. Vláda státu také vytvořila pětičlenný zvláštní vyšetřovací tým.